# Park Narodowy Talampaya
Park Narodowy Talampaya (hiszp. Parque nacional Talampaya) – park narodowy w Argentynie, założony w 1997 roku, w 2000 roku wpisany wraz z Parkiem Prowincjonalnym Ischigualasto na listę światowego dziedzictwa UNESCO.

## Historia
Park Narodowy Talampaya został utworzony 10 lipca 1997 roku na mocy ustawy Nr 24.846. Obejmuje ochroną obszar o powierzchni 213 800 hektarów (2138 km²) w zachodnio-środkowej części prowincji La Rioja, ok. 60 km od Villa Unión na terenie ekoregionu Argentine Monte, u stóp wschodnich Andów. Znajduje się tu triasowy basen sedymentacyjny, w którym zachowały się skamieniałości z okresu sprzed 245–208 milionów lat – przodków ssaków, dinozaurów i roślin, stanowiących świadectwo ewolucji kręgowców. 
Głównym celem parku jest ochrona licznych skamieniałości z okresu permu i triasu, zachowanie gatunków lokalnej flory i fauny i bioróżnorodności. 
W 2000 roku park został wpisany wraz z sąsiadującym Parkiem Prowincjonalnym Ischigualasto na listę światowego dziedzictwa UNESCO. Ne terenie tych dwóch parków znajduje się najpełniejszy na świecie lądowy zespół skamielin z okresu triasu. 
W 2016 roku park odwiedziło ponad 68 tys. zwiedzających. 

## Geografia

### Geologia
Rzeźba terenu została ukształtowana przez działalność tektoniczną. Przez park przebiegają przez dwa łańcuchy górskie – Sierra Morada na zachodzie (ze wzniesieniami sięgającymi 2000 m n.p.m.) i Sierra de Los Tarjados na wschodzie (część Sierra de Famatina, masywu Andów. Podłoże zbudowane jest ze skał osadowych, które pod wpływem warunków klimatycznych poddawane są erozji. Występują tu liczne skały czerwonego piaskowca dochodzące do 200 m wysokości.  

### Klimat
Według klasyfikacji klimatów Köppena park leży w strefie ciepłego klimatu pustynnego, charakteryzującego się dużymi dziennymi amplitudami temperatur i intensywnym nasłonecznieniem. Latem temperatura przekracza 40°C, a zimą (od czerwca do lipca) spada poniżej zera, nawet poniżej -7°C. Średnia temperatura roczna wynosi 16,5°C. Średnie opady roczne wynoszą 170 mm, obfite deszcze występują latem. Między lipcem a październikiem wieje wiatr fenowy – Zonda. 

### Hydrografia
Region jest ubogi w stałe zasoby wodne. Występują tu głównie okresowe potoki i niewielkie strumienie, zasilane woda deszczowa w okresie obfitych opadów. Dwie główne rzeki okresowe to Del Alto i Pagancillo.

### Flora i fauna
W parku dominują kserofile i roślinność zaroślowa. Występują tu takie gatunki jak: Larrea cuneifolia, Larrea divaricata, Bulnesia retama, Cercidium praecox czy Acacia aroma a także endemity, na przykład Ramorinoa girolae i Halophytum ameghinoi. Na terenach bardziej wilgotnych rosną przedstawiciele Prosopis a także Geoffroea decorticans, Cercidium praecox i schinus peruwiański. 
W regionie odnotowano 133 gatunki kręgowców. Występują m.in. pumy, lisy i gwanako andyjskie. 